# (400154) 2006 VP23
(400154) 2006 VP23 es un asteroide perteneciente al cinturón de asteroides, descubierto el 10 de noviembre de 2006 por el equipo del Spacewatch desde el Observatorio Nacional de Kitt Peak, Arizona, Estados Unidos.

## Designación y nombre
Designado provisionalmente como 2006 VP23.

## Características orbitales
2006 VP23 está situado a una distancia media del Sol de 2,704 ua, pudiendo alejarse hasta 3,057 ua y acercarse hasta 2,350 ua. Su excentricidad es 0,130 y la inclinación orbital 2,355 grados. Emplea 1624,08 días en completar una órbita alrededor del Sol.

## Características físicas
La magnitud absoluta de 2006 VP23 es 17,6.